# Raúl «Chóforo» Padilla
Felipe Raúl Padilla González (Monterrey, Nuevo León, 2 de mayo de 1940-Ciudad de México, 24 de mayo de 2013), conocido como Raúl «Chóforo» Padilla o simplemente Raúl Padilla Jr., fue un actor y comediante mexicano.

## Biografía y carrera
Inició su carrera a los pocos días de haber visto la primera luz, ya que sus padres formaban parte del elenco de la Carpa Tayita, cuyo propietario, José Luis Padilla (padre de Gastón Padilla), era hermano de Raúl «Chato» Padilla (Jaimito de la serie televisiva El Chavo del 8). De hecho, nació en plena gira, ya que la carpa era itinerante. Se trataba de una compañía de teatro de repertorio que se presentaba durante varios días en una localidad para ir luego a otra, por lo que sus recorridos duraban meses y era común que hubiera nacimientos en estos lapsos. El primo de Chóforo, Rafael Inclán, es un caso similar, ya que él nació en una ciudad y sus demás hermanos en otra, según por donde iban pasando.

### Muerte
El 24 de mayo de 2013, Padilla falleció en la Ciudad de México a los 73 años, a causa de un infarto fulminante.Su cuerpo fue cremado y sus cenizas fueron entregadas a su familia.

## Filmografía

### Cine
- Un ángel para los diablillos (1993)
- La lotería (1993)
- Blanca Nieves y... sus 7 amantes (1980)

### Telenovelas
- Qué bonito amor (2012-2013)... Rigoberto Guerra
- Un refugio para el amor (2012)... Don Serapio
- Soy tu dueña (2010)... Padre Ventura Menchaca
- Un gancho al corazón (2008-2009) ... Don César
- Amor sin maquillaje (2007)
- Destilando amor (2007)... Crispín Castaño
- La fea más bella (2006-2007)... Licenciado Rosales
- Sueños y caramelos (2005)... Don Gonzalo Gutiérrez
- Amy, la niña de la mochila azul (2004)... Jerónimo
- ¡Vivan los niños! (2002-2003)... Felipe Gómez
- Carita de ángel (2000-2001)... Pascual Huerta
- Alma rebelde (1999)... Narciso #1
- Rosalinda (1999)... Bonifacio
- Preciosa (1998)... Libardo
- Esmeralda (1997)... Trolebús
- Mi querida Isabel (1996-1997)
- María la del barrio (1995-1996)... Urbano González
- María Mercedes (1992)... Argemiro «el Chupes» Camacho
- Simplemente María (1989-1990)... René #1
- Carrusel (1989)... Narcotraficante
- Viviana (1978-1979)... Ernesto, el peluquero

### Series de televisión
- Como dice el dicho (2011-2013)
- Locas de amor (2009)... Robles
- La rosa de Guadalupe (2008)... Bartolo
- El Pantera (2007-2009)... Tomás «Gorda con Chile» Máiz
- Vecinos (2006)... Don Melitón (recolector de basura) / vagabundo
- La escuelita VIP (2004)... El chofer don Chóforo Machuca
- XHDRBZ (2003)
- La Jaula (2003)
- La familia P. Luche (2003-2007)... Policemio «Policía Peluche» e inspector
- Mujer, casos de la vida real
- ¿Qué nos pasa? (1998)
- Mi generación (1997)
- Chespirito (1972/1987/1989-1990/1993-1995)
- Juntos pero no revueltos (1993-1995)
- La chicharra (1979)... Varios personajes

## Premios y nominaciones

### Premios TVyNovelas
| Año  | Categoría              | Telenovela         | Resultado |
| ---- | ---------------------- | ------------------ | --------- |
| 2006 | Mejor primer actor     | Sueños y caramelos | Nominado  |
| 1993 | Mejor actor de reparto | María Mercedes     | Ganador   |